# Tatort: Tod im Elefantenhaus
Tod im Elefantenhaus ist ein Fernsehfilm aus der Kriminalreihe Tatort der ARD und des ORF. Der Film wurde vom Norddeutschen Rundfunk produziert und am 20. April 1987 erstmals ausgestrahlt. Es handelt sich um die Tatort-Folge 192. Die Kriminalhauptkommissare Paul Stoever (Manfred Krug) und Peter Brockmöller (Charles Brauer) ermitteln in ihrem sechsten bzw. dritten Fall auf dem Gelände eines Tierparks. Die Geschichte basiert auf dem gleichnamigen Roman von Peter Weissflog aus dem Jahr 1982.

## Handlung
Der Inspektor des Tierparks Hagenbeck Rolf Bergmann ist bei seinen Mitarbeitern nicht gerade beliebt. Auch mit dem Tierarzt Dr. Heinz Weber springt der oft jähzornige Mann nicht gerade zimperlich um. Nachdem er ihn erst gemaßregelt hat, lässt er ihn wissen, dass sein Sohn David die Finger von seiner Tochter Inga lassen soll. Als Dr. Christine Lohnert hinzukommt, mit der er ein Verhältnis hat, meint er, der könne diese akademischen Klugscheißer alle nicht leiden und fügt hinzu, sie sei natürlich eine Ausnahme. Kurz darauf hat Bergmann erneut eine Auseinandersetzung, diesmal mit seinem Buchhalter Albert Liehr, von dem er fordert, ihm bis morgen eine Zwischenbilanz vorzulegen. Wilma Happel, die mit Liehr ein Büro teilt, bietet Liehr ihre Hilfe an, die er jedoch schroff ablehnt. Bergmanns Tochter Inga trifft sich unterdessen mit David Weber und versichert ihm, dass sie ihn liebe. Als beide sich im Heu ihrer Leidenschaft hingeben, kommt Bergmann hinzu, jagt seine Tochter davon und greift David Weber mit einem Elefanteneisen an. Einige Zeit später finden die Tierpfleger Walter Pohle und Max Steiner ihren Chef tot im Elefantengehege.
Die Kriminalhauptkommissare Paul Stoever und Peter Brockmöller werden mit dem Fall betraut und stellen erste Ermittlungen an. Stoever erkundigt sich bei einem der Pfleger, ob die Elefantenkuh Mogli eine Rechnung mit Bergmann offen gehabt habe. Die Tierpfleger erzählen, dass Bergmann das Tier bereits vor einiger Zeit schon einmal gequält habe. Er sei allgemein in der Wahl seiner Mittel nicht zimperlich gewesen. Brockmöller hat sich inzwischen im Stall umgesehen und festgestellt, dass dort ein Kampf stattgefunden hat. Eine Obduktion der Leiche ergibt, dass Bergmann durch einen Tritt von Mogli zu Tode kam. Von Christine Lohnert erfahren die Kommissare, dass Bergmann seinerzeit von Weber eingestellt worden war, sich die Männer aber schon bald überhaupt nicht mehr verstanden hätten, was aber nicht verwunderlich sei, da sie, bevor sie sich Bergmann zugewandt habe, mit Weber zusammen gewesen sei. Sie erzählt weiter, dass Bergmann vor seiner Zeit im Tierpark beim Zirkus gewesen sei. Was genau er dort gemacht habe, wisse sie nicht. Sie hätte einmal einige Fotos gesehen: Rolf Bergmann und seine klugen Schweine.
David Weber, dem Christine Lohnert den Zugang zu seiner Freundin Inga verwehrt hat, spricht mit seinem Vater und erzählt ihm, wie Bergmann mit einem Elefanteneisen auf ihn losgegangen sei und sich nicht habe beruhigen lassen. Er hätte nur einen Hocker zur Verteidigung gehabt und Bergmann hätte ihn wahrscheinlich totgeschlagen, wenn er sich nicht gewehrt hätte. Deshalb hätte er Bergmann den Hocker über den Schädel gehauen. David ist sehr verstört und klagt sich selbst an. Kurz darauf erzählt Stoever dem Tierarzt, dass Bergmann nicht durch einen Schlag getötet worden sei, sondern, nachdem er niedergegangen war, noch in die Elefantenbox geschleift worden sei, wo er dann durch einen Tritt von Mogli zu Tode kam. Auch Weber äußert, dass Bergmann zynisch und brutal gewesen sei und ihn so gut wie niemand gemocht habe. Er habe Spaß daran gehabt, Leute zu quälen. Später zeigt einer der Pfleger den Kommissaren frische Verletzungen hinter Moglis Ohren, die dem Elefanten mit einem entsprechenden Eisen zugefügt worden sind. Offensichtlich hatte jemand das Tier bewusst gequält, damit es um sich tritt.
So nimm denn meine Hände erklingt auf Bergmanns Beerdigung, der auch die Kommissare beiwohnen. Im Kondolenzbuch finden sie die Unterschriften „Buschhoff“. Der Zirkus Buschhoff war früher sehr berühmt. Sie folgen den Buschhoffs im Auto, um mit ihnen zu sprechen. Buschhoff erzählt, dass es für seine Tochter, die im Rollstuhl sitzt, keine Hoffnung mehr gäbe, es seien die Nieren. Der ehemalige Zirkusdirektor führt aus, dass Bergmann einige Jahre für ihn gearbeitet habe, aber nicht sehr erfolgreich, er habe keine Geduld gehabt und außerdem die Gabe, die Menschen gegen sich aufzubringen. Weitere Fragen der Kommissare wehrt er fast schon aggressiv ab. Brockmöller recherchiert, dass Flora, Buschhoffs Tochter, bei einer Trapeznummer abgestürzt war, wonach sich das Artisten-Trio namens Die drei Coronas aufgelöst hatte. Die Kommissare ermitteln, dass diese Truppe aus Flora, einem Alfredo und einem Rudolfo bestand. Wie sich herausstellt, handelt es sich bei Rudolfo um Rolf Bergmann, der der Fänger der Truppe war. Buschhoff äußert sich bei einer erneuten Befragung dahingehend, dass Bergmann keine Schuld am Absturz seiner Tochter treffe, sie sei zu früh abgesprungen und sie hätte das Risiko gekannt. Brockmöller bemüht sich herauszubekommen, wer sich hinter dem Namen Alfredo verbirgt. Er befragt einen alten Mann vom Zirkus, der sich noch an Die drei Coronas erinnern kann. Der Mann meint, Rudolfo hätte damals wohl vor dem Auftritt etwas getrunken und man habe gemunkelt, dass er Geld in den Zirkus gesteckt hatte, deshalb habe ihn Buschhoff nicht gleich entlassen. Dann holt er ein altes Foto hervor, das das Trio zeigt.
Inzwischen hat David Weber Stoever geschildert, wie der Vorfall sich zugetragen hat, und Wilma Happel hat dem Kommissar erzählt, dass Albert Liehr Geld unterschlagen habe und dass er zur Tatzeit telefonisch nicht erreichbar gewesen sei. Sie ist tief gekränkt, weil Albert Liehr ihr gesagt hatte, lieber gehe er sonst wo hin, als auch nur eine Minute mit ihr privat verbringen zu müssen, nachdem sie ihn indirekt erpressen wollte. Liehr meint, von Stoever darauf angesprochen, sie wolle sich nur an ihm rächen, weil er nicht auf sie angesprungen sei. Walter Pohle habe ihn gesehen, als er kurz rausgegangen sei, um frische Luft zu schnappen. Brockmöller weiß inzwischen, dass sich hinter Alfredo Walter Pohle verbirgt und dass er und Flora kurz vor ihrer Heirat standen, als der Unfall passierte. Von Buschhoff musste Pohle erfahren, dass Flora nicht mehr lange zu leben hat. Die Kommissare konfrontieren ihn außer mit diesem Wissen auch mit der Elefantenkuh Mogli, die sofort reagiert und aufgeregt lostrompetet. Aufgelöst erzählt Pohle, dass er Bergmann berichtet habe, dass es mit Flora zu Ende gehe. Dieser hätte nur schulterzuckend gemeint, dass es doch besser für Flora sei, wenn es endlich vorbei wäre. Es hätte ihn überhaupt nicht interessiert, dass sie sterbe. Er habe Inga und kurz danach den jungen Weber aus dem Elefantenhaus rennen sehen und sei hineingegangen. Dort habe er Bergmann mit blutigem Gesicht liegen gesehen, aber er sei nicht tot gewesen. Er sei nur von dem Gedanken beherrscht gewesen, dass da der Mann liege, der sein und Floras Leben zerstört habe. Er hätte nicht anders gekonnt, als die Gelegenheit zu ergreifen. Die Kommissare führen Walter Pohle ab.

## Produktionsnotizen
Die Dreharbeiten zu Tod im Elefantenhaus fanden vom 28. August bis zum 30. Oktober 1986 in Hamburg und Umgebung statt. Produktionsfirma war die Studio Hamburg Atelier GmbH.

## Rezeption

### Einschaltquoten
Die Erstausstrahlung von Tod im Elefantenhaus am 20. April 1987 wurde in Deutschland von insgesamt 14,92 Millionen Zuschauern gesehen und erreichte einen Marktanteil von 38 %.

### Kritik
Kino.de sprach von einer „stark besetzten Folge“ der Reihe, in der „unter anderem Hannelore Elsner und Raimund Harmstorf zu sehen“ seien und außerdem Evelyn Hamann mitspiele.

„Viel Prominenz bis in kleine Rollen hinein. Zwei Bullen im Zoo: tierisch unterhaltsam.“

„Tierisch gut. Fazit: Gelungen.“

„Wenig Spannung. Fazit: Durchschnittlich.“

### Besonderes
Der Mörder wurde von Bruno Dallansky dargestellt, der zu diesem Zeitpunkt als Oberinspektor Pfeiffer der aktuelle Tatort-Ermittler in Wien war, in dem unmittelbar folgenden Tatort war er bereits wieder Ermittler. Dass der Darsteller eines aktuellen Ermittlers in einer anderen Stadt einen Mörder spielte, war ein Novum und kam seither nicht mehr vor.